# Jacques Ishaq
Jacques Ishaq (ur. 25 lutego 1938 w Mosulu, zm. 22 czerwca 2023) – iracki duchowny chaldejski, arcybiskup tytularny, w latach 2005–2014 biskup kurialny chaldejskiego patriarchatu Babilonu, wcześniej w latach 1997–1999 archieparcha Irbilu.

## Życiorys
Święcenia prezbiteratu przyjął 20 czerwca 1963 jako kapłan archieparchii Mosulu. 7 maja 1997 został mianowany archieparchą (arcybiskupem) Irbilu. Sakry udzielił mu osobiście, w dniu 26 września 1997, chaldejski patriarcha Babilonu Rafael I BiDawid, któremu towarzyszyli ówczesny biskup kurialny patriarchatu Emanuel Karim Delly oraz arcybiskup Kirkuku André Sana. 4 maja 1999 zrezygnował z zajmowanego stanowiska. 21 grudnia 2005 został mianowany jednym z biskupów kurialnych, czyli biskupów pomocniczych wspierających patriarchę w zarządzaniu nie tylko jego diecezją, lecz także całym Kościołem chaldejskim. Jednocześnie zachował tytuł arcybiskupa na zasadzie ad personam oraz otrzymał stolicę tytularną Nisibis dei Caldei. Od 19 grudnia 2012 do 1 lutego 2013 pełnił funkcję locum tenens patriarchatu Babilonu.